# Симфонія № 2 (Шуман)
Симфонія № 2 до мажор, op. 61 Роберта Шумана написана в 1845–1846 роках. Хронологічно ця симфонія третя, оскільки написана пізніше ніж четверта, ре-мінорна симфонія. Прем'єра симфонії відбулася 5 листопада 1846 року силами оркестру Лейпцизького Гевандхаузу під орудою Фелікса Мендельсона.
Симфонія складається з 4 частин:
1. Sostenuto assai — Allegro ma non troppo
2. Scherzo (allegro vivace) — Trio I et II
3. Adagio espressivo
4. Allegro molto vivace